# Lovro Županović
Lovro Županović (Šibenik, 21. srpnja 1925. – Zagreb, 18. ožujka 2004.), akademik, skladatelj, muzikolog, profesor.

## Životopis
Rodio se u Šibeniku 21. srpnja 1925. godine, u rodnome gradu završio je osnovnu školu i klasičnu gimnaziju, tu je kao orguljaš i zborovođa došao u prvi dodir s glazbenom umjetnošću. Zbog političkoga angažmana utamničile su ga talijanske fašističke vlasti i ta mladenačka epizoda kao da je navijestila njegov uspravan moralni hod i buntovništvo, neuklopljenost u institucije i nemirenje s nepravdama svake vrsti.
U Zagrebu je diplomirao slavistiku i romanistiku na Filozofskom fakultetu 1950. i povijest glazbe na Muzičkoj akademiji 1953., u Ljubljani je obranio muzikološku disertaciju (Rezultati i značajke stvaralaštva Vatroslava Lisinskog) 1965., da bi tek potom na Akademiji za glasbo upisao studij kompozicije u klasi Lucijana Marije Škerjanca, kojega je diplomu stekao 1971. godine. Tijekom toga više negoli dvadesetogodišnjega fakultetskoga i doktorantskoga studija Županović je radio najprije kao srednjoškolski predavač, zatim kao dugogodišnji profesor teoretskih predmeta na Odjelu za glazbu Pedagoške akademije u Zagrebu, da bi posljednje godine radnog staža dočekao kao profesor muzikoloških predmeta na Muzičkoj akademiji.

Od 1991. godine redoviti je član Hrvatske akademije znanosti i umjetnosti.

## Opsežna bibliografija
O Županoviću kao skladatelju i muzikologu objavljena je čitava mala biblioteka studija, tekstova, recenzija. Iz obilne bibliografije, koja obuhvaća desetak knjiga, tridesetak priređenih notnih izdanja, više udžbenika, među kojima su neki doživjeli i deset izdanja, te stotinjak znanstvenih radova, izdvajaju se najvažniji muzikološki radovi, kao što je voluminozna monografija o Vatroslavu Lisinskom objavljena u Akademijinim izdanjima 1969., te višegodišnja istraživanja okrunjena u sintezi Stoljeća hrvatske glazbe (1978; englesko izdanje u dva sveska 1984. i 1989). Na Županovićevim Stoljećima odrasli su i još uče naraštaji studenata. Nakon Povijesti hrvatske glazbe (1974) Josipa Andreisa, Županović je bio prvi i do danas ostao jedini koji je imao dovoljno energije i znanja da sintetski, ozbiljno i opsežno obuhvati cjelokupni povijesni tijek umjetničke hrvatske glazbe, od srednjovjekovnih kodeksa sve do najnovijih fenomena. A Stoljeća ne bi bilo bez sveobuhvatna pogleda u notne izvore. A Županović je notne izvore hrvatske glazbe temeljito poznavao, kao nitko prije ni poslije. Dvanaest svezaka naslovljenih Spomenici hrvatske glazbene prošlosti — koje je sam osmislio i sam priređivao — godinama su bili jedini notni izvori za suvremeno izvođenje niza starih hrvatskih skladatelja, koje je upravo Županović oteo zaboravu (Hrvatski renesansni skladatelji, Iz renesanse u barok, Varaždinski skladateljski krug, Julije Skjavetić...).

## Partiture starih hrvatskih majstora
Županovićevi Spomenici svjedočanstvo su olovnoga vremena (prvih deset svezaka objavljeno je tijekom sedamdesetih, godišnje po jedno notno izdanje), političke torture (polemike koje je morao voditi zbog toga što je Antica da Montonu pisao kao Motovunjanina), posvemašnje neimaštine u nakladništvu... Kad je ponestalo novca za profesionalnoga notografa, Županović nije prezao od objavljivanja fotokopija svojih rukopisa, kada se nisu mogle iznaći mogućnosti za prevođenje uvodnih studija, zadovoljio se kraćim, skicoznim natuknicama. Nikad se nije pomirio s prestankom izlaženja Spomenika (deseti svezak objavljen je 1979, a posljednji, dvanaesti, tek nekoliko tjedana prije smrti). Županovićevi su Spomenici nakladnički i kulturološki pothvat bez presedana u hrvatskim okvirima, u tim je svescima, ali i na drugim mjestima, objavljeno više od tisuću stranica partitura starih hrvatskih majstora, tu su prvi put u suvremenom izdanju svjetlo dana ugledale skladbe Antica, Bossinensisa, Patricija, Skjavetića, Cecchinija, Jurjevića, Ivančića, Sorkočevića, Bajamontija, Morgensterna, Livadića...

## Nagrade
Dobitnik je Nagrade grada Zagreba za 1969. godinu za znanstvenu monografiju o životu i djelu V. Lisinskog, zatim nagrade “V. Lisinski” Društva hrvatskih skladatelja za 1970. i 1973., te nagrada “I. Tijardović” DMSR Hrvatske Croatia Concert (1977.) i “I. Lukačić” (1985. i 1994., 1995. i 1997. Varaždin) za muzikološki rad te Nagrade grada Šibenika za životno djelo (1999.).